# Болдуман, Михаил Пантелеймонович
Михаил Пантелеймонович Болдума́н (1898—1983) — советский актёр. Народный артист СССР (1965). Лауреат трёх Сталинских премий первой степени (1946 — дважды, 1950).

## Биография
Родился 12 (24) июля 1898 года на станции Израиловка (ныне — Могилёв-Подольский район Винницкой области Украины) (по другим источникам — в Жмеринке) в молдавско-украинской семье дворян.
В 1908—1916 годах учился в Кишинёвской мужской гимназии, в 1916—1920 — в Жмеринской мужской гимназии.
В 1921—1922 годах — актёр любительской труппы Жмеринского военкомата, в 1922—1923 — театра Жмеринского учредительного собрания профсоюза железнодорожников «Железнодорожная аудитория», зимой 1923 — Житомирского городского театра, в 1924 — Брянского летнего театра, в 1924—1931 — Русской государственной драмы в Киеве (ныне Национальный академический театр русской драмы имени Леси Украинки) .
В 1931—1933 годах — актёр Московского драматического театра (бывший Театр Корша). После закрытия театра в начале 1933 года — актёр МХАТа 2-го.
В 1933—1983 годах — актёр МХАТа им. М. Горького, где сыграл на его сцене 46 ролей. Первоначально он был задействован в эпизодических ролях, и настоящий успех пришёл к нему в 1935 году.
Был дублёром Б. Г. Добронравова в «Платоне Кречете» А. Е. Корнейчука, В. И. Качалова — в «Трёх сёстрах» А. П. Чехова, Н. П. Хмелёва — в «Кремлёвских курантах» Н. Ф. Погодина.
В кино — с 1930 года.
Жил в Москве на Кузнецком Мосту в доходном доме Хомякова.
Умер 28 декабря 1983 года в Москве. Похоронен на Введенском кладбище (уч. 4).

### Семья
- Жена (первая) — Екатерина Ивановна Воинова-Болдуман (1906—1954), актриса МХАТа.
- Жена — Наталья Юрьевна Дурова (1934—2007), артистка цирка, дрессировщица, писатель. Народная артистка СССР (1989).
  - Сын — Михаил Болдуман (1967—2010), поэт, художник, лингвист, переводчик с 12 языков, автор книг стихов-пародий «Парнас дыбом-2» (СПб.: Красный матрос, 2006), «Смерти героев» (СПб.: Красный матрос, 2006), «ЛитераДура». Работал гидом-переводчиком в туристической компании; скончался неожиданно в поезде от сердечной недостаточности.

## Награды и звания
- Заслуженный артист РСФСР (1938)
- Народный артист РСФСР (1947)[2]
- Народный артист СССР (1965)
- Сталинская премия первой степени (1946) — за исполнение роли Майорова в спектакле «Глубокая разведка» А. А. Крона
- Сталинская премия первой степени (1946) — за исполнение роли Горбунова в спектакле «Офицер флота» А. А. Крона
- Сталинская премия первой степени (1950) — за исполнение роли Виктора Борисовича Окунева в спектакле «Чужая тень» К. М. Симонова
- Орден Ленина (1948)
- Два ордена Трудового Красного Знамени (1973, 1978)
- Орден «Знак Почёта» (1940)
- Медаль «За доблестный труд в Великой Отечественной войне 1941—1945 гг.» (1946)
- Медаль «В память 800-летия Москвы» (1948)
- Медаль «За доблестный труд. В ознаменование 100-летия со дня рождения Владимира Ильича Ленина»
- Медаль «Ветеран труда»
- Почётная грамота Президиума Верховного Совета РСФСР (1969, за многолетнюю плодотворную работу)
- Орденский знак Британского Королевского общества Елизаветы II «Золотой лев» — за роль короля Леонта в «Зимней сказке» У. Шекспира

## Роли

### Киевский театр русской драмы
- «Огненный мост» Б. С. Ромашова — Хомутов
- «На дне» М. Горького — Сатин
- «Любовь Яровая» К. Тренёва — Роман Кошкин
- «Отелло» У. Шекспира — Яго
- «Гамлет» У. Шекспира — Клавдий

### Театр бывш. Корша
- «Доктор Егор Кузнецов» В. В. Шкваркина — молодой врач
- 1932 — «Бесприданница» А. Н. Островского — Вожеватов

### МХАТ
- 1933 — «Мёртвые души» по Н. В. Гоголю — Сысой Пафнутьевич
- 1933 — «Таланты и поклонники» А. Н. Островского — Обер-кондуктор
- 1933 — «Воскресение» по Л. Н. Толстому — Этапный офицер
- 1935 — «Враги» М. Горького — Синцов
- 1935 — «Царь Фёдор Иоаннович» А. К. Толстого — Борис Годунов
- 1935 — «Платон Кречет» А. Е. Корнейчука — Платон Иванович Кречет
- 1936 — «Мольер» по М. А. Булгакову — Людовик XIV
- 1940 — «Три сестры» А. П. Чехова — Александр Игнатьевич Вершинин
- 1942 — «Кремлёвские куранты» Н. Ф. Погодина — Антон Иванович Забелин
- 1943 — «Глубокая разведка» А. А. Крона — Александр Гаврилович Майоров
- 1945 — «Офицер флота» А. А. Крона — Виктор Иванович Горбунов
- 1948 — «Хлеб наш насущный» Н. Е. Вирты — Алексей Зотович Рогов
- 1949 — «Чужая тень» К. М. Симонова — Виктор Борисович Окунев
- 1952 — «Залп „Авроры“» М. В. Большинцова и М. Э. Чиаурели — Шатров
- 1958 — «Зимняя сказка» У. Шекспира — Леонт
- 1960 — «Чайка» А. П. Чехова — Дорн
- 1965 — «Чти отца своего» В. В. Лаврентьева — главы рабочей семьи
- 1966 — «Тяжкое обвинение» Л. Р. Шейнина — секретарь ЦК
- 1968 — «Чайка» А. П. Чехова — Шамраев
- 1970 — «Обратный счёт» Е. Г. Рамзина — Джон Кроузер
- 1973 — «Сон разума» — Франсиско Гойя
- 1974 — «Соло для часов с боем» О. Заградника — Райнер
- 1975 — «Жизнь Галилея» Б. Брехта — епископ
- 1977 — «Чеховские страницы» (новелла «Юбилей») по А. П. Чехову — Хирин
- 1979 — «Всё кончено» Э. Олби — Доктор

## Фильмография
- 1930 — Свой парень («Строители») — Жученко
- 1933 — Конвейер смерти («Товар площадей») — Курт
- 1933 — Солнце восходит на западе — роль
- 1935 — Конец полустанка — парторг химзавода
- 1937 — Дочь Родины — Михаил Антонович Боровой
- 1937 — На Дальнем Востоке — Михаил Семёнович
- 1939 — Поднятая целина — Макар Нагульнов
- 1940 — Салават Юлаев — Емельян Пугачёв
- 1941 — Мечта — пан Зигмунд Домбек
- 1951 — Совесть мира — Додд
- 1953 — Серебристая пыль — Самуэль Стил
- 1961 — После бала — Иван Васильевич
- 1963 — Бертильон 166 (фильм-спектакль)
- 1965 — Мы, русский народ — полковник Бутурлин
- 1966 — Тени старого замка — Максим Аполлонович Филимов, директор школы-интерната
- 1969 — Цветы запоздалые — Врач-немец
- 1971 — Драматические отрывки. Н. В. Гоголь (фильм-спектакль) — Иван Петрович Барсуков
- 1972 — День за днём — Михаил Пантелеймонович Антонов
- 1972 — Записки Пиквикского клуба (фильм-спектакль) — Фогг
- 1974 — Чайка (фильм-спектакль) — Илья Афанасьевич Шамраев
- 1976 — Степной король Лир (по повести И. С. Тургенева) — рассказчик
- 1977 — Чеховские страницы (фильм-спектакль, по рассказу «Юбилей») — Кузьма Николаевич Хирин
- 1980 — Всё кончено (фильм-спектакль) — Доктор
- 1983 — Анна Павлова — эпизод

Озвучивание
- 1949 — Райнис
- 1965 — Гром небесный — Леандр Брассак (Жан Габен)
- 1970 — Тайна фермы Мессе — Огюст Маржоллен (Жан Габен)